# 市场营销
，又称为市场学、市場行銷學、或行銷學。它是指个人或群体通过创造并同他人交换產品和價值，以满足需求与慾望的一個社会和管理过程。

## 定义

### 市場定義
美國市場營銷協會的定義委員會1960年對市場提出以下的定義：
市場是指一種貨物或勞務的潛在購買者的集合需求。
在市場行銷組合中，4P分別是產品（Product），價格（Price），地點（Place），促銷（Promotion）。
p
產品的組合：主要包括產品的實體、服務、品牌、包裝。它是指企業提供給目標市場的貨物、服務的集合 包括產品的效用、品質、外觀、樣式、品牌、包裝和規格，還包括服務和保固等因素。
價格的組合：主要包括基本價格、折扣價格、付款時間、借貸條件等。它是指企業出售產品所追求的經濟回報。
地點通常稱為分銷的組合：它主要包括分銷管道、儲存設施、運輸設施、存貨控制，它代表企業為使其產品進入和達到目標市場所組織、實施的各種活動，包括途徑、環節、場所、倉儲和運輸等。
促銷組合：是指企業利用各種資訊載體與目標市場進行溝通的傳播活動，包括廣告、人員推銷、營業推廣與公共關係等等。以上4P ( 產品、價格、地點、促銷) 是市場行銷過程中可以控制的因素 也是企業進行市場行銷活動的主要手段 對它們的具體運用，形成了企業的市場行銷戰略。
菲利普·科特勒把市場定義為
市場是指某種產品的所有實際的和潛在的購買者的集合。 
市場從不同的角度，可以劃分為不同的類型。其中按商品的基本屬性可劃分為一般商品市場和特殊商品市場。一般商品市場指狹義的商品市場，即貨物市場，包括消費品市場和工業品市場；特殊商品市場指為滿足消費者的資金需要和服務需要而形成的市場，包括資本市場，勞動力市場和技術信息市場。對以上兩種市場作分析時一般要研究消費者市場，產業市場和政府市場。

### 行銷定義
美國市場行銷協會下的定義是：
行銷是創造、溝通與傳遞價值給顧客，以及經營顧客關係以便讓組織與其利益相關人（stakeholder）受益的一種組織功能與程序。
企業要滿足顧客，實現經營目標，不能單只是考慮某一因素和手段，必須從目標市場需求和市場行銷環境的特色出發，根據企業的資源和優勢，綜合運用各種市場行銷手段形成統一的、配套的市場行銷戰略，使之發揮整體效應，爭求最佳效果。

菲利普·科特勒下的定義重點在於行銷的價值導向：
市場行銷是個人和集體通過創造產品和價值，並與別人進行交換，以獲取其所需所欲之物的一種社會和管理過程。
 4S的本質與應用 滿意度( satisfaction)，服務( service)，速度( speed)，誠意( sincerity)

而格隆羅斯給的定義強調了行銷的目的：
行銷是在一種利益之上下，通過相互交換和承諾，建立、維持、鞏固與消費者及其他參與者的關係，實現各方的目的。
通俗地講，就是通過宣傳、推廣，進而促進產品或服務的銷售。

## 市场营销的基本流程
1. 市场机会分析
2. 市场细分
3. 目标市场选择
4. 市场定位
5. 4Ps（营销组合）[3]
6. 4Cs（营销组合）[4][5][6]

## 市场营销理论发展的五个阶段
1. 生产导向阶段（19世纪末—20世纪初）
亦称生产观念时期、以企业为中心阶段。由于是工业化初期，市场需求旺盛，社会产品供应能力不足。消费者总是喜欢可以随处买到价格低廉的产品，企业也就集中精力提高生产力和扩大生产分销范围，增加产量，降低成本。在这一观念指导下的市场，一般认为是重生产，轻市场时期，即只关注生产的发展，不注重供求形势的变化。[2]
2. 产品导向阶段（20世纪初—20世纪30年代）
亦称产品观念时期、以产品为中心时期。经过前期的培育与发展，市场上消费者开始更为喜欢高质量，多功能和具有某种特色的产品，企业也随之致力于生产优质产品，并不断精益求精。因此这一时期的企业常常迷恋自己的产品，并不太关心产品在市场是否受欢迎，是否有替代品出现。[2]
3. 销售导向阶段（20世纪30年代—20世纪50年代）
亦称推销观念时期。由于处于全球性经济危机时期，消费者购买欲望与购买能力降低，而在市场上，商家货物滞销已堆积如山，企业开始收罗推销专家，积极进行了一些促销，广告和推销活动，以说服消费者购买企业产品或服务。[2]
4. 市场导向阶段（20世纪50年代—20世纪70年代）
亦称市场观念时期、以消费者为中心阶段。由于第三次科技革命兴起，研发受到重视，加上二战后许多军工转为民用，使得社会产品增加，供大于求，市场竞争开始激化。消费者虽选择面广，但并不清楚自己真正所需。企业开始有计划、有策略地制定营销方案，希望能正确且快捷地满足目标市场的欲望与需求，以达到打压竞争对手，实现企业效益的双重目的。[2]
5. 社会长远利益导向阶段（20世纪70年代—至今）
亦称社会营销观念时期、以社会长远利益为中心阶段。由于企业运营所带来的全球环境破坏，资源短缺，通胀，忽视社会服务，加上人口爆炸等问题日趋严重，企业开始以消费者满意以及消费者和社会公众的长期福利作为企业的根本目的和责任，提倡企业社会责任。这是对市场营销观念的补充和修正，同时也说明，理想的市场营销应该同时考虑：消费者的需求与欲望，消费者和社会的长远利益以及企业的营销效应。[2]

## 營銷種類

### 整合行銷
整合行銷是行銷傳播規劃的一個概念，強調行銷傳播工具的附加價值以及所扮演的策略性角色，結合行銷傳播工具（如：一般廣告、直接行銷、人員銷售、公共關係）提供清楚、一致性以及最大化的傳播效果（Schultz，1993）。
2020年目前的行銷趨勢已朝全通路整合行銷，線上和線下的行銷各種管道的行銷佈局都要完整，從行銷的目的開始，進行線上線下全通路行銷的佈局才有可能使我們的行銷目的成功，工具的使用可能包含：Google 關鍵字廣告、Google 聯播網廣告、Google 再行銷廣告、Facebook 廣告、Instagram 廣告、Youtube 影音廣告、Line@ 經營與廣告、DM、公車廣告、地铁广告、看板、優惠券發放⋯⋯等。

### 数据库营销
数据库营销以特定的方式在網路上或是實體收集消費者的消費行為資訊、廠商的銷售資訊，並將這些資訊以固定格式累積在資料庫當中，在適當的行銷時機，以此資料庫進行統計分析的行銷行為。

### 网络营销
网络营销是企业整体营销战略的一个组成部分，是为实现企业总体经营目标所进行的，以互联网为基本手段营造网上经营环境的各种活动。
网络营销的职能包括网站推广、网络品牌、信息发布、線上调研、顾客关系、顾客服务、销售渠道、销售促进八个方面。

### 標杆行銷
標杆行銷（Benchmarketing）是以某個市場上已經存在的競爭者為比較基準的行銷方式，例如普騰於十幾年前提出一句很經典的「Sorry, Sony」到現在還是經常被產業與學術界拿來當作行銷的案例；近年來Audi一直宣稱，他們的部分車種在歐洲市場上，無論性能或銷售都令雙Ｂ感覺到威脅，這樣的行銷方法就是希望讓那些原本沒有打算買Audi的亞洲買家去思考：為什麼歐洲的消費者願意買的車，在亞洲的我們卻沒有給予適當的評價？當然要提出這樣的行銷方式勢必要先對自己的產品有一定的信心，否則認同「如花」喊出「Sorry林志玲」的觀眾也不會太多。

### 直接行銷
直接行銷（Direct Marketing）是在沒有中間行銷商的情況下，利用消費者直接（Consumer Direct,CD）通路來接觸及傳送貨品和服務給客戶。
直接行銷其最大特色為「直接與消費者溝通或不經過分銷商而進行的銷售活動」，乃是利用一種或多種媒體，理論上可到達任何目標對像所在區域—包括地區上的以及定位上的區隔，且是一種可以衡量回應或交易結果之行銷模式。
通常直接行銷所使用的媒體溝通工具與大眾或特定多眾行銷媒體（如電視廣告）不同，而是以小眾或非定眾的行銷媒體（例如在面紙包上刊印廣告訊息後，再將該面紙包分送出去給潛在消費對象；以及型錄、電話推銷，電視購物、網路銷售⋯⋯等）為主。
近年來直接行銷成長極為快速，技術也精進了不少，而且比以往更強調（一對一與大量客製化）行銷，因此個性化媒體工具（如直接信函與直接電子信函）的重要性與日俱增，特別是在以電子化為基礎的網路行銷與資料庫行銷方面，直效行銷未來的發展及影響力尤其備受關注與期待。

### 关系营销
在很多情況下，公司並不能尋求即時的交易，所以他們會與長期供應商建立顧客關係。公司想要展現給顧客的是卓越的服務能力，現在的顧客多是大型且全球性的。他們偏好可以提供不同地區配套產品或服務的供應商，且可以快速解決各地的問題，此為关系营销。
當顧客關係管理計划被執行時，組織就必須同時注重顧客和產品管理。同時，公司必須明白，雖然關係行銷很重要，但並不是在任何情況下都會有效的。因此，公司必須評估哪一個部門與哪一種特定的顧客採用關係行銷最有利。

### 口碑行銷
产品通过向关键用户销售，吸引其使用并使得他们满意，获得他们好的口碑，他们自己会向他的交际圈传播。这种传播方式非常依赖产品本身的品质，也非常依赖传播方式的创新性。
在網路上的使用，會有更多消費者在線上做購買之前會先參考別人之前是否曾經購買或購買經驗的好壞來決定是否採取購買行為，或是是否進店消費，在網路上可參考的地方包含論壇和社群等。

## 市场调研
市场调研又称营销调研，指企业在市场营销决策过程中，需要系统客观收集和分析有关营销活动的信息所做的研究。营销调研活动涉及到产品，广告，促销渠道选择，竞争者等诸多方面。

## 营销理论的新发展
- 病毒式营销
- 互动营销
- 关系营销
- 数据库营销
- 网络营销
- 国际营销
- 绿色营销
- 服务营销
- 过程营销
- 收益管理
- 許可式行銷

## 延伸阅读
- 加里・阿姆斯特郎. . 华夏出版社. 2004. ISBN 9787508033518.
- 菲利普・科特勒. . 中国人民大学出版社. 2003. ISBN 9787300040578.